# Fernando de Arce
Fernando de Arce (Ferdinandus Arcaeus Beneventanus (Benavente, principios del siglo XVI - † antes de 1553) fue profesor de gramática en la Universidad de Salamanca y autor de varias obras en lengua latina.

## Biografía
Nada sabemos sobre su familia ni sobre sus primeros años. Tan sólo que tuvo un hermano, llamado Diego, al que dedicó una gramática latina en 1548, y que fue profesor de latines en su Benavente natal. 
Hacia 1528 comienza a impartir clases en la Universidad de Salamanca, donde ocupó el cargo de maestro en artes y filosofía y catedrático de prima de gramática. Allí mantuvo relación personal, entre otros, con el humanista lusitano Jerónimo Cardoso; con Diego de Córdoba, rector de dicha universidad en 1533 y 1537, y quizás con Diego Salvador de la Solana. También tuvo trato con el médico benaventano Luis de Medina, al que debía de conocer desde los años de Benavente.
Fernando de Arce era ciego, según el testimonio de Diego Salvador de la Solana y del propio Arce en una epístola dirigida a Jerónimo Cardoso. Pero ello no significa que lo fuera de nacimiento, pues era frecuente que a muchos hombres doctos de esta época les sobreviniera la ceguera por causa de la lectura en condiciones de pésima iluminación.

## Identificación con Fernando de la Torre
Es presumible que quien firmaba sus escritos latinos como Ferdinandus Arcaeus sea el profesor salmantino Fernando de la Torre, que fue Maestro en Artes, Catedrático de Regencia de Gramática en Salamanca entre 1529 y 1534 y catedrático de Prima de Gramática desde 1533. Era ciego y tenía un hermano llamado Diego, también profesor de gramática y ciego como él. El nombre completo podría ser Fernando de la Torre Arce o Fernando Arce de la Torre. Siguiendo una costumbre en la época, podría haber latinizado sólo uno de los apellidos (Arcaeus), mientras que en los documentos oficiales de la Universidad de Salamanca firmaba como Fernando de la Torre. 

## Obra
- Adagios y Fábulas (Adagiorum ex vernacula, id est Hispana lingua, Latino sermone redditorum quinquagenae quinque, addita ad initium cuiuslibet quinquagenae fabella, Salamanca, 1533).

- Gramática latina (Breves ac perinde utiles grammaticae disciplinae institutiones, pari cura atque ingenio elucubratae, Salamanca, 1548).

- Edición de las Tusculanas de Cicerón (Salamanca, 1544).

- Edición de los comentarios latinos de Luis de Medina al médico árabe Mesué (Zamora, 1541).

- Naruto (2000)

- One Piece (1997)